# Чиска
Чиска (на английски: Chisca) е северноамериканско индианско племе, което през 16 век живее в югозападната част на Вирджиния. Техният произход и история са обвити в мистерия. Не е известно нищо за културата и езика им. В началото на 18 век изглежда се сливат с шоуните и изчезват като самостоятелно племе.
За пръв път енигматичните чиска се споменават от Ернандо де Сото през 1540 г. и след това от Хуан Пардо през 1566 г. Тогава чиска живеят на южния бряг на река Холстън в югозападна Вирджиния и са едно от водещите племена в търговията с мед. Около 1624 г. мигрират на юг към испанските мисии във Флорида, за да избегнат атаките от страна на ирокезите. През 1640те живеят в една мисия в горната част на река Сейнт Джонс в Северна Флорида. По-късно се местят на запад от Апалачите в територията на ючите, между реките Къмбърланд и Тенеси. През 1680те се споменават като част от една мисия в Илинойс. През 1702 г. част от тях живеят в горната част на река Окмулги. След това изглежда се смесват с шоуните и изчезват от историята.